# 12. ceremonia wręczenia nagród David di Donatello
12. ceremonia wręczenia włoskich nagród filmowych David di Donatello odbyła się 29 lipca 1967 roku w antycznym Teatrze greckim w Taorminie.

## Laureaci i nominowani
Laureaci nagród wyróżnieni są wytłuszczeniem.

### Najlepszy reżyser
- Luigi Comencini - Niezrozumiany (tytuł oryg. Incompreso)

### Najlepszy reżyser zagraniczny
- David Lean - Doktor Żywago (tytuł oryg. Doctor Zhivago)

### Najlepszy producent zagraniczny
- Carlo Ponti - Doktor Żywago (tytuł oryg. Doctor Zhivago)

### Najlepszy producent
- Mario Cecchi Gori - Tygrys i kotka (tytuł oryg. Il tigre )
- FAI - Films Artistici Internazionali Poskromienie złośnicy  (tytuł oryg. The Taming of the Shrew)

### Najlepsza aktorka
- Silvana Mangano - Czarownice (tytuł oryg. Le streghe)

### Najlepszy aktor
- Vittorio Gassman - Tygrys i kotka (tytuł oryg. Il tigre )
- Ugo Tognazzi - Mężczyzna kochający (tytuł oryg. L'immorale )

### Najlepszy aktor zagraniczny
- Richard Burton - Poskromienie złośnicy (tytuł oryg. The Taming of the Shrew)
- Peter O’Toole – Noc generałów (tytuł oryg. The Night of the Generals)

### Najlepsza aktorka zagraniczna
- Julie Christie - Doktor Żywago (tytuł oryg. Doctor Zhivago)
- Elizabeth Taylor - Poskromienie złośnicy (tytuł oryg. The Taming of the Shrew)

### Nagroda Targa d'oro
- Ingmar Bergman
- Robert Dorfmann
- Graziella Granata
- Ján Kadár
- Elmar Klos

### Nagroda specjalna
- Stefano Colagrande
- Simone Giannozzi